# 新水俁站
新水俁站（日语：／ Shin-minamata eki */?）九州旅客鐵道和肥薩橙鐵道的鐵路車站，位於熊本縣水俁市初野。

## 車站構造

### JR九州
JR九州站區為一高架車站。月台有兩座，分別為一座側式月台和一座島式月台。其中島式月台位於上行方向軌道（11號月台為副本線），而側式月台則位於下行方向軌道。由於設有副本線月台，因此可供列車待避通過本站的列車。但除了臨時班次外，正常班次並沒有使用此副本線。基於安全考慮，月台安裝了月台閘門。

#### 月台配置
| 月台   | 路線       | 方向 | 目的地           |
| ------ | ---------- | ---- | ---------------- |
| 11、12 | 九州新幹線 | 上行 | 博多、新大阪方向 |
| 13     | 九州新幹線 | 下行 | 鹿兒島中央方向   |

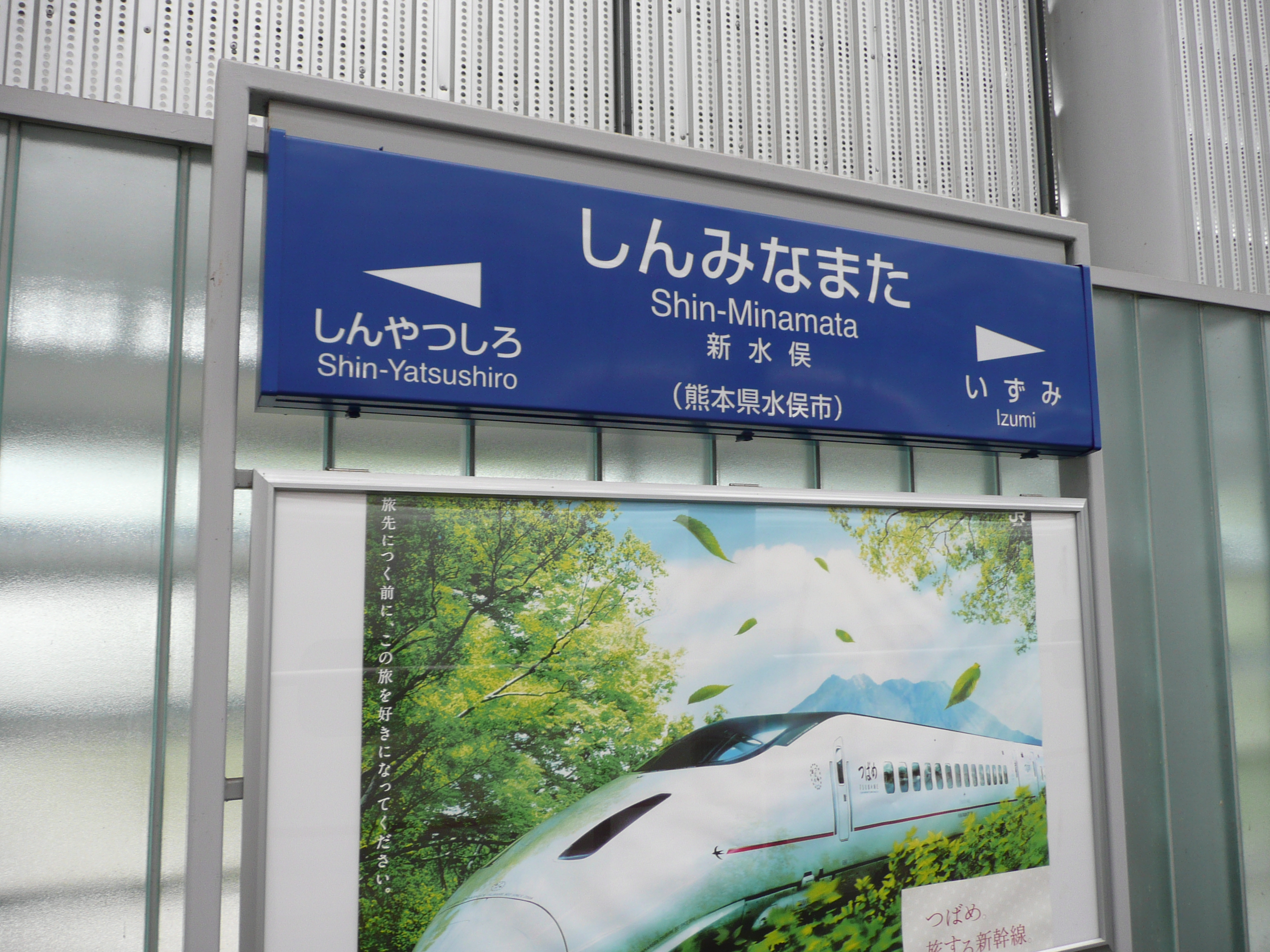
站名牌

### 肥薩橙鐵道
本站位於地面，是一無人駐守車站，且沒有站房，只需經過平交道即可進出車站。本站月台採島式月台1面2線設計，由於月台較窄且會有貨運列車經過，月台上裝設了柵欄，防止乘客誤掉到軌道上。

#### 月台配置
| 月台 | 路線        | 方向 | 目的地               |
| ---- | ----------- | ---- | -------------------- |
| 1    | ■肥薩橙鐵道 | 上行 | 八代方向             |
| 2    | ■肥薩橙鐵道 | 下行 | 水俁、出水、川內方向 |

## 歷史
- 1968年（昭和43年）9月19日：日本國有鐵道開設初野號誌站。
- 1987年（昭和62年）4月1日：國鐵分割民營化，號誌站由九州旅客鐵道接手經營。
- 2004年（平成16年）3月13日：九州新幹線開業。鹿兒島本線八代－川內段交由第三部門－肥薩橙鐵道經營。本站升格為正式車站，並易名為新水俁站。

## 相鄰車站
九州旅客鐵道
九州新幹線
新八代－新水俁－出水
肥薩橙鐵道
■肥薩橙鐵道線
■快速「超級橙」（只限周末、假日運行）
通過
■普通、■觀光列車「橙食堂」（只限五、六、日、假期運行）
津奈木（OR11）－新水俁（OR12）－水俁（OR13）

## 外部連結
- JR九州－新水俁站 （页面存档备份，存于）（日語）
- 肥薩橙鐵道－新水俁站（日語）

32°12′39″N 130°25′44″E / 32.21083°N 130.42889°E